# Dream Theater (album)
Dream Theater je eponymní, dvanácté studiové album americké progresivní metalové skupiny Dream Theater, vydané 23. září 2013 v Evropě, v USA pak o den později. 

Je to druhé album nahrané s bubeníkem Mikem Manginim, avšak na tomto se již Mangini podílel plně na tvorbě od samého začátku. Autorem textů je John Petrucci, kromě písně Surrender to Reason, ke které slova napsal John Myung. 

Album produkoval John Petrucci a obal navrhl Hugh Syme.
První singl z tohoto alba, píseň The Enemy Inside, byla nominovaná na cenu Grammy Award.

## Seznam skladeb
| Pořadí         | Název                                                | Hudba            | Text           | Délka        |
| -------------- | ---------------------------------------------------- | ---------------- | -------------- | ------------ |
| 1.             | False Awakening Suite - "III. "Lucid Dream           | Rudess, Petrucci | Petrucci       | 2:42 - 1:03  |
| 2.             | The Enemy Inside                                     | DT               | Petrucci       | 6:17         |
| 3.             | The Looking Glass                                    | DT               | Petrucci       | 4:53         |
| 4.             | Enigma Machine                                       | DT               | -intrumenální- | 6:01         |
| 5.             | The Bigger Picture                                   | DT               | Petrucci       | 7:40         |
| 6.             | Behind the Veil                                      | DT               | Petrucci       | 6:52         |
| 7.             | Surrender to Reason                                  | DT               | Myung          | 6:34         |
| 8.             | Along for the Ride                                   | Rudess, Petrucci | Petrucci       | 4:45         |
| 9.             | Illumination Theory - "V. Surrender, Trust & Passion | DT               | Petrucci       | 22:17 - 7:00 |
| Celková délka: | Celková délka:                                       | Celková délka:   | Celková délka: | 68:01        |

## Sestava
- James LaBrie – zpěv
- John Petrucci – kytara, doprovodný zpěv
- John Myung – baskytara
- Jordan Rudess – klávesy, syntetizátor
- Mike Mangini – bicí, perkuse

Ostatní hudební nástroje
- Misha Gutenberg, Larisa Vollis - housle
- Yelena Khaimova, Yevgeniy Mansurov - housle
- Aleksandr Anisimov, Noah Wallace - viola
- Anastasia Golenisheva, Valeriya Sholokhova - violoncelo
- Len Sluetsky - kontrabas